# Fruktkorg

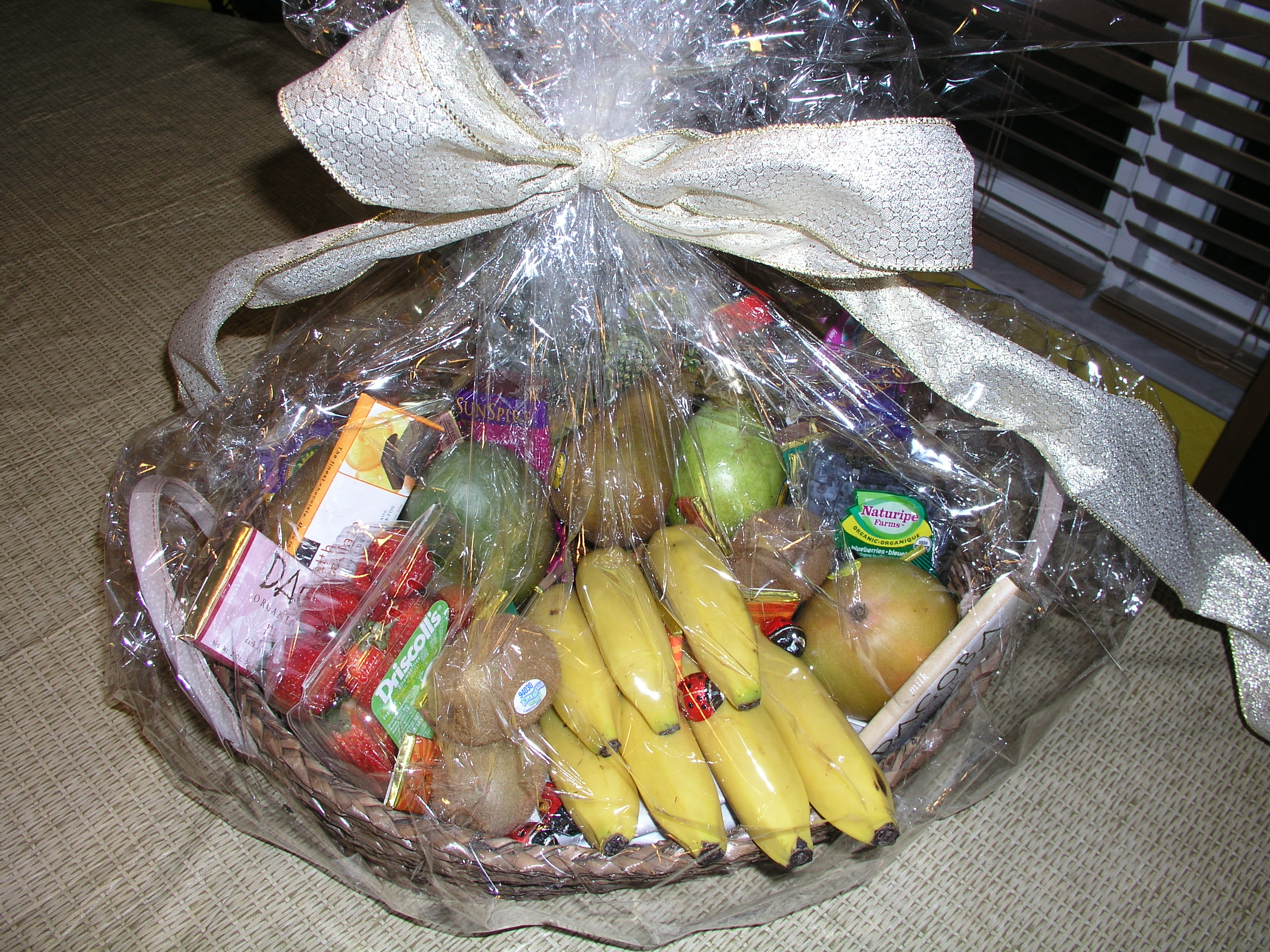
En fylld fruktkorg.

Fruktkorg är en korg avsedd för dekorativ förvaring av främst färsk frukt.
En större fruktkorg fylld med blandade frukter och ibland även vinflaskor och choklad, förekommer som gåva eller tävlingsvinst och leverans kan beställas via fruktbud. En sådan fruktkorg är ofta inplastad i genomskinlig och glänsande cellofan, för att se inbjudande ut. Den kan även vara dekorerad med tygband eller pärlor och vara försedd med ett litet kort innehållande en hälsning till mottagaren.
Fruktkorg finns belagt i svenskan åtminstone från 1758, en tid då den kunde vara tillverkad av silver.